# Copa México 1969/70
Die Copa México 1969/70 war die 28. Austragung des Fußball-Pokalwettbewerbs seit Einführung des Profifußballs in Mexiko. Das Turnier wurde vor der Punktspielrunde der Saison 1969/70 ausgetragen. Teilnahmeberechtigt waren die 16 Mannschaften, die in derselben Spielzeit in der höchsten Spielklasse vertreten waren. Pokalsieger wurde zum zweiten Mal in ihrer Geschichte die in der Meisterschaft erfolgreichere Mannschaft des CD Guadalajara, die in dieser Saison ihr erstes Double gewann und somit automatisch Campeón de Campeones wurde.

## Modus
Die Begegnungen wurden im K.-o.-System ausgetragen. Alle Runden (einschließlich des Finals) wurden in Hin- und Rückspielen mit je einem Heimrecht der beiden Kontrahenten ausgetragen.

## Achtelfinale
Die Begegnungen des Achtelfinals wurden zwischen dem 9. April und 21. April 1969 ausgetragen.
|                  | Gesamt          |             | Hinspiel | Rückspiel |
| ---------------- | --------------- | ----------- | -------- | --------- |
| CD Guadalajara   | 2:1             | CD Irapuato | 0:0      | 2:1       |
| CF Atlante       | 4:3             | CF Pachuca  | 3:1      | 1:2       |
| CF Monterrey     | 3:1             | UNAM Pumas  | 2:1      | 1:0       |
| CF Atlas         | 2:3             | Club Necaxa | 1:0      | 1:3 n. V. |
| Deportivo Toluca | 6:6 (4:5 i. E.) | CD Oro      | 2:2      | 4:4 n. V. |
| CF Laguna        | 2:2 (1:2 i. E.) | CF Torreón  | 1:1      | 1:1 n. V. |
| CD Cruz Azul     | 1:2             | Club León   | 1:0      | 0:2       |
| Club América     | 2:3             | CD Veracruz | 0:2      | 2:1       |

## Viertelfinale
Die Begegnungen des Viertelfinals wurden zwischen dem 27. April und 4. Mai 1969 ausgetragen.
|             | Gesamt |                | Hinspiel | Rückspiel |
| ----------- | ------ | -------------- | -------- | --------- |
| CF Atlante  | 1:4    | CD Guadalajara | 1:3      | 0:1       |
| CF Torreón  | 3:2    | CF Monterrey   | 3:1      | 0:1       |
| CD Veracruz | 2:1    | CD Oro         | 1:0      | 1:1       |
| Club León   | 3:1    | Club Necaxa    | 0:0      | 3:1       |

## Halbfinale
Die Hinspiele des Halbfinals wurden am 11. Mai und die Rückspiele am 17./18. Mai 1969 ausgetragen.
|             | Gesamt |                | Hinspiel | Rückspiel |
| ----------- | ------ | -------------- | -------- | --------- |
| CF Torreón  | 3:1    | Club León      | 1:0      | 2:1       |
| CD Veracruz | 2:5    | CD Guadalajara | 1:3      | 1:2       |

## Finale
Die Finalspiele wurden am 25. und 31. Mai 1969 ausgetragen. Das Hinspiel fand im Estadio Revolución von Torreón statt, das Rückspiel im Estadio Jalisco von Guadalajara.
|            | Gesamt |                | Hinspiel | Rückspiel |
| ---------- | ------ | -------------- | -------- | --------- |
| CF Torreón | 3:5    | CD Guadalajara | 1:2      | 2:3       |

Mit der folgenden Mannschaft gewann der Club Deportivo Guadalajara das Rückspiel im Pokalfinale der Saison 1969/70:
Gilberto Rodríguez – Arturo Jáuregui, Jaime López, Gregorio Villalobos, José Villegas – Raúl Monroy, Alberto Onofre, Carlos Calderón – Javier Valdivia, Raúl Gómez (Fußballspieler), Francisco Jara (Sabás Ponce); Trainer: Javier de la Torre.